# Olympische Sommerspiele 2024/Fechten/Qualifikation
Die Qualifikation für die Fechtwettbewerbe bei den Olympischen Sommerspielen 2024 erfolgte in erster Linie über die FIE-Rangliste mit dem Stichtag 1. April 2024. Des Weiteren gab es die Möglichkeit Quotenplätze über vier kontinentale Qualifikationsturniere zu erkämpfen. Die kontinentalen Qualifikationsturniere fanden im Zeitraum zwischen dem 15. und 30. April 2024 statt. Insgesamt standen im Fechten 212 Quotenplätze, 106 pro Geschlecht, zur Verfügung.
Für jeden Mannschaftswettbewerb qualifizierten sich jeweils acht Mannschaften. Jede Mannschaft bestand dabei aus 3 Fechtern. Neben den vier bestplatzierten Teams qualifizierten sich die nächstbesten Teams eines Kontinents (Afrika, Amerika, Europa und Asien-Ozeanien), sofern diese unter den ersten 16 platziert waren. Wenn von einem Kontinent keine Teams unter den Top 16 platziert gewesen wären, wäre der Quotenplatz an die bestplatzierte Nation, die noch nicht qualifiziert war, vergeben worden.
Für die Einzelwettbewerbe qualifizierten sich die 3 Fechter jeder Mannschaft aus den Mannschaftswettbewerben automatisch. Zudem wurden sechs weitere Plätze vergeben. So erhielten die zwei besten Fechter aus Europa und Asien-Ozeanien, die sich noch nicht qualifiziert hatten, einen Quotenplatz. Dies gal auch für den besten Fechter aus Afrika und Amerika, die noch nicht qualifiziert waren. Vier weitere Plätze (einer pro Kontinent) wurden durch kontinentale Turniere vergeben. An diesen Turnieren konnten nur Nationen teilnehmen, von denen sich bisher kein Athlet der jeweiligen Disziplin qualifiziert hatte.
Die französische Delegation erhielt zudem als Gastgeber mindestens 6 Quotenplätze. Außerdem wurden zwei Wildcards, eine pro Geschlecht, vergeben.

## Übersicht
| Nation                       | Männer | Männer  | Männer | Männer     | Männer     | Männer     | Frauen | Frauen  | Frauen | Frauen     | Frauen     | Frauen     | Athleten Gesamt |
| Nation                       | Einzel | Einzel  | Einzel | Mannschaft | Mannschaft | Mannschaft | Einzel | Einzel  | Einzel | Mannschaft | Mannschaft | Mannschaft | Athleten Gesamt |
| Nation                       | Degen  | Florett | Säbel  | Degen      | Florett    | Säbel      | Degen  | Florett | Säbel  | Degen      | Florett    | Säbel      | Athleten Gesamt |
| ---------------------------- | ------ | ------- | ------ | ---------- | ---------- | ---------- | ------ | ------- | ------ | ---------- | ---------- | ---------- | --------------- |
| Ägypten                      | 3      | 3       | 3      | X          | X          | X          | 3      | 3       | 1      | X          | X          |            | 16              |
| Algerien                     |        | 1       |        |            |            |            |        |         | 3      |            |            | X          | 4               |
| Amerikanische Jungferninseln |        | 1       |        |            |            |            |        |         |        |            |            |            | 1               |
| Argentinien                  |        |         | 1      |            |            |            |        |         |        |            |            |            | 1               |
| Aserbaidschan                |        |         |        |            |            |            |        |         | 1      |            |            |            | 1               |
| Belgien                      | 1      |         |        |            |            |            |        |         |        |            |            |            | 1               |
| Brasilien                    |        | 1       |        |            |            |            | 1      | 1       |        |            |            |            | 3               |
| Bulgarien                    |        |         |        |            |            |            |        |         | 1      |            |            |            | 1               |
| Chile                        |        |         |        |            |            |            |        | 1       |        |            |            |            | 1               |
| China                        | 1      | 3       | 1      |            | X          |            | 3      | 3       | 1      | X          | X          |            | 12              |
| Chinesisch Taipeh            |        | 1       |        |            |            |            |        |         |        |            |            |            | 1               |
| Deutschland                  |        |         | 1      |            |            |            |        | 1       |        |            |            |            | 2               |
| Elfenbeinküste               |        | 1       |        |            |            |            |        | 1       |        |            |            |            | 2               |
| Estland                      |        |         |        |            |            |            | 1      |         |        |            |            |            | 1               |
| Frankreich                   | 3      | 3       | 3      | X          | X          | X          | 3      | 3       | 3      | X          | X          | X          | 18              |
| Georgien                     |        |         | 1      |            |            |            |        |         |        |            |            |            | 1               |
| Griechenland                 |        |         |        |            |            |            |        |         | 1      |            |            |            | 1               |
| Hongkong                     | 1      | 1       |        |            |            |            | 1      | 1       |        |            |            |            | 4               |
| Iran                         |        |         | 3      |            |            | X          |        |         |        |            |            |            | 3               |
| Israel                       | 1      |         |        |            |            |            |        |         |        |            |            |            | 1               |
| Italien                      | 3      | 3       | 3      | X          | X          | X          | 3      | 3       | 3      | X          | X          | X          | 18              |
| Japan                        | 3      | 3       | 1      | X          | X          |            | 1      | 3       | 3      |            | X          | X          | 14              |
| Kanada                       | 1      | 3       | 3      |            | X          | X          | 1      | 3       | 1      |            | X          |            | 12              |
| Kap Verde                    |        | 1       |        |            |            |            |        |         |        |            |            |            | 1               |
| Kasachstan                   | 3      |         |        | X          |            |            |        |         | 1      |            |            |            | 4               |
| Kenia                        |        |         |        |            |            |            | 1      |         |        |            |            |            | 1               |
| Kolumbien                    | 1      |         |        |            |            |            |        |         |        |            |            |            | 1               |
| Kuwait                       |        |         | 1      |            |            |            |        |         |        |            |            |            | 1               |
| Libanon                      |        | 1       |        |            |            |            |        |         |        |            |            |            | 1               |
| Marokko                      | 1      |         |        |            |            |            |        | 1       |        |            |            |            | 2               |
| Mexiko                       |        |         | 1      |            |            |            |        |         |        |            |            |            | 1               |
| Niederlande                  | 1      |         |        |            |            |            |        |         |        |            |            |            | 1               |
| Niger                        |        |         | 1      |            |            |            |        |         |        |            |            |            | 1               |
| Peru                         |        |         |        |            |            |            | 1      |         |        |            |            |            | 1               |
| Philippinen                  |        |         |        |            |            |            |        | 1       |        |            |            |            | 1               |
| Polen                        |        | 3       |        |            | X          |            | 3      | 3       |        | X          | X          |            | 9               |
| Ruanda                       |        |         |        |            |            |            | 1      |         |        |            |            |            | 1               |
| Rumänien                     |        |         |        |            |            |            |        | 1       |        |            |            |            | 1               |
| Schweiz                      | 1      |         |        |            |            |            | 1      |         |        |            |            |            | 2               |
| Senegal                      |        |         |        |            |            |            | 1      |         |        |            |            |            | 1               |
| Singapur                     |        |         |        |            |            |            | 1      | 1       |        |            |            |            | 2               |
| Spanien                      |        | 1       |        |            |            |            |        |         | 1      |            |            |            | 2               |
| Südafrika                    | 1      |         |        |            |            |            |        |         |        |            |            |            | 1               |
| Südkorea                     | 1      | 1       | 3      |            |            | X          | 3      |         | 3      | X          |            | X          | 11              |
| Tschechien                   | 3      | 1       |        | X          |            |            |        |         |        |            |            |            | 4               |
| Tunesien                     |        |         | 1      |            |            |            |        |         | 1      |            |            |            | 2               |
| Türkei                       |        |         | 1      |            |            |            |        |         | 1      |            |            |            | 2               |
| Ukraine                      |        |         |        |            |            |            | 3      |         | 3      | X          |            | X          | 6               |
| Ungarn                       | 3      | 1       | 3      | X          |            | X          | 1      | 1       | 3      |            |            | X          | 12              |
| Usbekistan                   |        |         |        |            |            |            |        |         | 1      |            |            |            | 1               |
| Venezuela                    | 3      |         |        | X          |            |            |        |         | 1      |            |            |            | 4               |
| Vereinigte Staaten           |        | 3       | 3      |            | X          | X          | 3      | 3       | 3      | X          | X          | X          | 15              |
| Zypern                       |        | 1       |        |            |            |            |        |         |        |            |            |            | 1               |
| Gesamt: 53 NOKs              | 35     | 37      | 34     | 8          | 8          | 8          | 36     | 34      | 36     | 8          | 8          | 8          | 212             |

## Männer

### Degen
| Qualifikationswettbewerb                               | Datum                | Ort          | Plätze    | Nation      | Nominierter Athlet    |
| ------------------------------------------------------ | -------------------- | ------------ | --------- | ----------- | --------------------- |
| Athleten aus dem Mannschaftswettbewerb                 | 1. April 2024        | —            | 24        | Ägypten     | Mohamed El-Sayed      |
| Athleten aus dem Mannschaftswettbewerb                 | 1. April 2024        | —            | 24        | Ägypten     | Mahmoud Mohsen        |
| Athleten aus dem Mannschaftswettbewerb                 | 1. April 2024        | —            | 24        | Ägypten     | Mohamed Yasseen       |
| Athleten aus dem Mannschaftswettbewerb                 | 1. April 2024        | —            | 24        | Frankreich  | Yannick Borel         |
| Athleten aus dem Mannschaftswettbewerb                 | 1. April 2024        | —            | 24        | Frankreich  | Romain Cannone        |
| Athleten aus dem Mannschaftswettbewerb                 | 1. April 2024        | —            | 24        | Frankreich  | Luidgi Midelton       |
| Athleten aus dem Mannschaftswettbewerb                 | 1. April 2024        | —            | 24        | Italien     | Davide Di Veroli      |
| Athleten aus dem Mannschaftswettbewerb                 | 1. April 2024        | —            | 24        | Italien     | Andrea Santarelli     |
| Athleten aus dem Mannschaftswettbewerb                 | 1. April 2024        | —            | 24        | Italien     | Federico Vismara      |
| Athleten aus dem Mannschaftswettbewerb                 | 1. April 2024        | —            | 24        | Japan       | Kōki Kanō             |
| Athleten aus dem Mannschaftswettbewerb                 | 1. April 2024        | —            | 24        | Japan       | Kazuyasu Minobe       |
| Athleten aus dem Mannschaftswettbewerb                 | 1. April 2024        | —            | 24        | Japan       | Masaru Yamada         |
| Athleten aus dem Mannschaftswettbewerb                 | 1. April 2024        | —            | 24        | Kasachstan  | Ruslan Kurbanow       |
| Athleten aus dem Mannschaftswettbewerb                 | 1. April 2024        | —            | 24        | Kasachstan  | Elmir Alimschanow     |
| Athleten aus dem Mannschaftswettbewerb                 | 1. April 2024        | —            | 24        | Kasachstan  |                       |
| Athleten aus dem Mannschaftswettbewerb                 | 1. April 2024        | —            | 24        | Tschechien  | Jiří Beran            |
| Athleten aus dem Mannschaftswettbewerb                 | 1. April 2024        | —            | 24        | Tschechien  | Jakub Jurka           |
| Athleten aus dem Mannschaftswettbewerb                 | 1. April 2024        | —            | 24        | Tschechien  | Martin Rubeš          |
| Athleten aus dem Mannschaftswettbewerb                 | 1. April 2024        | —            | 24        | Ungarn      | Tibor Andrásfi        |
| Athleten aus dem Mannschaftswettbewerb                 | 1. April 2024        | —            | 24        | Ungarn      | Máté Tamás Koch       |
| Athleten aus dem Mannschaftswettbewerb                 | 1. April 2024        | —            | 24        | Ungarn      | Gergely Siklósi       |
| Athleten aus dem Mannschaftswettbewerb                 | 1. April 2024        | —            | 24        | Venezuela   | Francisco Limardo     |
| Athleten aus dem Mannschaftswettbewerb                 | 1. April 2024        | —            | 24        | Venezuela   | Rubén Limardo         |
| Athleten aus dem Mannschaftswettbewerb                 | 1. April 2024        | —            | 24        | Venezuela   | Grabiel Lugo          |
| Zwei beste Athleten der Rangliste aus Asien & Ozeanien | 1. April 2024        | —            | 2         | China       | Wang Zijie            |
| Zwei beste Athleten der Rangliste aus Asien & Ozeanien | 1. April 2024        | —            | 2         | Südkorea    | Kim Jae-won           |
| Bester Athlet der Rangliste aus Amerika                | 1. April 2024        | —            | 1         | Kolumbien   | Jhon Édison Rodríguez |
| Bester Athlet der Rangliste aus Afrika                 | 1. April 2024        | —            | 1         | Marokko     | Houssam El Kord       |
| Zwei beste Athleten der Rangliste aus Europa           | 1. April 2024        | —            | 2         | Israel      | Yuval Freilich        |
| Zwei beste Athleten der Rangliste aus Europa           | 1. April 2024        | —            | 2         | Belgien     | Neisser Loyola        |
| Qualifikationsturnier Asien & Ozeanien                 | 27. – 28. April 2024 | Dubai        | 1         | Hongkong    | Ho Wai Hang           |
| Qualifikationsturnier Afrika                           | 27. April 2024       | Algier       | 1         | Südafrika   | Harry Saner           |
| Qualifikationsturnier Amerika                          | 5. – 7. April 2024   | San José     | 1         | Kanada      | Nicholas Zhang        |
| Qualifikationsturnier Europa                           | 26. – 28. April 2024 | Differdingen | 1         | Niederlande | Tristan Tulen         |
| Gastgeber/Wildcard                                     | —                    | —            | 0 bis 3   | Schweiz     | Alexis Bayard         |
| Gesamt                                                 | Gesamt               | Gesamt       | 34 bis 37 | 35          | 26                    |

### Florett
| Qualifikationswettbewerb                               | Datum                | Ort          | Plätze    | Nation                       | Nominierter Athlet         |
| ------------------------------------------------------ | -------------------- | ------------ | --------- | ---------------------------- | -------------------------- |
| Athleten aus dem Mannschaftswettbewerb                 | 1. April 2024        | —            | 24        | Ägypten                      | Alaaeldin Abouelkassem     |
| Athleten aus dem Mannschaftswettbewerb                 | 1. April 2024        | —            | 24        | Ägypten                      | Mohamed Hamza              |
| Athleten aus dem Mannschaftswettbewerb                 | 1. April 2024        | —            | 24        | Ägypten                      | Abdelrahman Tolba          |
| Athleten aus dem Mannschaftswettbewerb                 | 1. April 2024        | —            | 24        | China                        | Chen Haiwei                |
| Athleten aus dem Mannschaftswettbewerb                 | 1. April 2024        | —            | 24        | China                        | Mo Zhiwei                  |
| Athleten aus dem Mannschaftswettbewerb                 | 1. April 2024        | —            | 24        | China                        | Xu Jie                     |
| Athleten aus dem Mannschaftswettbewerb                 | 1. April 2024        | —            | 24        | Frankreich                   | Enzo Lefort                |
| Athleten aus dem Mannschaftswettbewerb                 | 1. April 2024        | —            | 24        | Frankreich                   | Julien Mertine             |
| Athleten aus dem Mannschaftswettbewerb                 | 1. April 2024        | —            | 24        | Frankreich                   | Maxime Pauty               |
| Athleten aus dem Mannschaftswettbewerb                 | 1. April 2024        | —            | 24        | Italien                      | Guillaume Bianchi          |
| Athleten aus dem Mannschaftswettbewerb                 | 1. April 2024        | —            | 24        | Italien                      | Filippo Macchi             |
| Athleten aus dem Mannschaftswettbewerb                 | 1. April 2024        | —            | 24        | Italien                      | Tommaso Marini             |
| Athleten aus dem Mannschaftswettbewerb                 | 1. April 2024        | —            | 24        | Japan                        | Kazuki Iimura              |
| Athleten aus dem Mannschaftswettbewerb                 | 1. April 2024        | —            | 24        | Japan                        | Kyōsuke Matsuyama          |
| Athleten aus dem Mannschaftswettbewerb                 | 1. April 2024        | —            | 24        | Japan                        | Takahiro Shikine           |
| Athleten aus dem Mannschaftswettbewerb                 | 1. April 2024        | —            | 24        | Kanada                       | Blake Broszus              |
| Athleten aus dem Mannschaftswettbewerb                 | 1. April 2024        | —            | 24        | Kanada                       | Daniel Gu                  |
| Athleten aus dem Mannschaftswettbewerb                 | 1. April 2024        | —            | 24        | Kanada                       | Maximilien Van Haaster     |
| Athleten aus dem Mannschaftswettbewerb                 | 1. April 2024        | —            | 24        | Polen                        | Jan Jurkiewicz             |
| Athleten aus dem Mannschaftswettbewerb                 | 1. April 2024        | —            | 24        | Polen                        | Michał Siess               |
| Athleten aus dem Mannschaftswettbewerb                 | 1. April 2024        | —            | 24        | Polen                        | Adrian Wojtkowiak          |
| Athleten aus dem Mannschaftswettbewerb                 | 1. April 2024        | —            | 24        | Vereinigte Staaten           | Nick Itkin                 |
| Athleten aus dem Mannschaftswettbewerb                 | 1. April 2024        | —            | 24        | Vereinigte Staaten           | Alexander Massialas        |
| Athleten aus dem Mannschaftswettbewerb                 | 1. April 2024        | —            | 24        | Vereinigte Staaten           | Gerek Meinhardt            |
| Zwei beste Athleten der Rangliste aus Asien & Ozeanien | 1. April 2024        | —            | 2         | Hongkong                     | Cheung Ka Long             |
| Zwei beste Athleten der Rangliste aus Asien & Ozeanien | 1. April 2024        | —            | 2         | Südkorea                     | Ha Tae-gyu                 |
| Bester Athlet der Rangliste aus Afrika                 | 1. April 2024        | —            | 1         | Algerien                     | Salim Heroui               |
| Bester Athlet der Rangliste aus Amerika                | 1. April 2024        | —            | 1         | Brasilien                    | Guilherme Toldo            |
| Zwei beste Athleten der Rangliste aus Europa           | 1. April 2024        | —            | 2         | Tschechien                   | Alexander Choupenitch      |
| Zwei beste Athleten der Rangliste aus Europa           | 1. April 2024        | —            | 2         | Ungarn                       | Dániel Dósa                |
| Qualifikationsturnier Asien & Ozeanien                 | 27. – 28. April 2024 | Dubai        | 1         | Chinesisch Taipeh            | Chen Yi-tung               |
| Qualifikationsturnier Afrika                           | 27. April 2024       | Algier       | 1         | Elfenbeinküste               | Jérémy Keryhuel            |
| Qualifikationsturnier Amerika                          | 5. – 7. April 2024   | San José     | 1         | Amerikanische Jungferninseln | Kruz Schembri              |
| Qualifikationsturnier Europa                           | 26. – 28. April 2024 | Differdingen | 1         | Zypern                       | Alex Tofalides             |
| Gastgeber/Wildcard                                     | —                    | —            | 0 bis 3   | Spanien                      | Carlos Llavador            |
| Gastgeber/Wildcard                                     | —                    | —            | 0 bis 3   | Kap Verde                    | Victor Alvares de Oliveira |
| Gastgeber/Wildcard                                     | —                    | —            | 0 bis 3   | Libanon                      | Philippe Wakim             |
| Gesamt                                                 | Gesamt               | Gesamt       | 34 bis 37 | 37                           | 37                         |

### Säbel
| Qualifikationswettbewerb                               | Datum                | Ort          | Plätze | Nation             | Nominierter Athlet |
| ------------------------------------------------------ | -------------------- | ------------ | ------ | ------------------ | ------------------ |
| Athleten aus dem Mannschaftswettbewerb                 | 1. April 2024        | —            | 24     | Ägypten            | Mohamed Amer       |
| Athleten aus dem Mannschaftswettbewerb                 | 1. April 2024        | —            | 24     | Ägypten            | Adham Moataz       |
| Athleten aus dem Mannschaftswettbewerb                 | 1. April 2024        | —            | 24     | Ägypten            | Ziad El-Sissy      |
| Athleten aus dem Mannschaftswettbewerb                 | 1. April 2024        | —            | 24     | Frankreich         | Boladé Apithy      |
| Athleten aus dem Mannschaftswettbewerb                 | 1. April 2024        | —            | 24     | Frankreich         | Sébastien Patrice  |
| Athleten aus dem Mannschaftswettbewerb                 | 1. April 2024        | —            | 24     | Frankreich         | Maxime Pianfetti   |
| Athleten aus dem Mannschaftswettbewerb                 | 1. April 2024        | —            | 24     | Iran               | Ali Pakdaman       |
| Athleten aus dem Mannschaftswettbewerb                 | 1. April 2024        | —            | 24     | Iran               | Mohammad Rahbari   |
| Athleten aus dem Mannschaftswettbewerb                 | 1. April 2024        | —            | 24     | Iran               | Mohammad Fotouhi   |
| Athleten aus dem Mannschaftswettbewerb                 | 1. April 2024        | —            | 24     | Italien            | Luca Curatoli      |
| Athleten aus dem Mannschaftswettbewerb                 | 1. April 2024        | —            | 24     | Italien            | Michele Gallo      |
| Athleten aus dem Mannschaftswettbewerb                 | 1. April 2024        | —            | 24     | Italien            | Luigi Samele       |
| Athleten aus dem Mannschaftswettbewerb                 | 1. April 2024        | —            | 24     | Kanada             | Farès Arfa         |
| Athleten aus dem Mannschaftswettbewerb                 | 1. April 2024        | —            | 24     | Kanada             | François Cauchon   |
| Athleten aus dem Mannschaftswettbewerb                 | 1. April 2024        | —            | 24     | Kanada             | Shaul Gordon       |
| Athleten aus dem Mannschaftswettbewerb                 | 1. April 2024        | —            | 24     | Südkorea           | Gu Bon-gil         |
| Athleten aus dem Mannschaftswettbewerb                 | 1. April 2024        | —            | 24     | Südkorea           | Oh Sang-uk         |
| Athleten aus dem Mannschaftswettbewerb                 | 1. April 2024        | —            | 24     | Südkorea           | Park Sang-won      |
| Athleten aus dem Mannschaftswettbewerb                 | 1. April 2024        | —            | 24     | Ungarn             | Csanád Gémesi      |
| Athleten aus dem Mannschaftswettbewerb                 | 1. April 2024        | —            | 24     | Ungarn             | András Szatmári    |
| Athleten aus dem Mannschaftswettbewerb                 | 1. April 2024        | —            | 24     | Ungarn             | Áron Szilágyi      |
| Athleten aus dem Mannschaftswettbewerb                 | 1. April 2024        | —            | 24     | Vereinigte Staaten | Eli Dershwitz      |
| Athleten aus dem Mannschaftswettbewerb                 | 1. April 2024        | —            | 24     | Vereinigte Staaten | Colin Heathcock    |
| Athleten aus dem Mannschaftswettbewerb                 | 1. April 2024        | —            | 24     | Vereinigte Staaten | Mitchell Saron     |
| Zwei beste Athleten der Rangliste aus Asien & Ozeanien | 1. April 2024        | —            | 2      | Japan              | Kento Yoshida      |
| Zwei beste Athleten der Rangliste aus Asien & Ozeanien | 1. April 2024        | —            | 2      | Kuwait             | Yousef al-Shamlan  |
| Bester Athlet der Rangliste aus Afrika                 | 1. April 2024        | —            | 1      | Tunesien           | Farès Ferjani      |
| Bester Athlet der Rangliste aus Amerika                | 1. April 2024        | —            | 1      | Argentinien        | Pascual di Tella   |
| Zwei beste Athleten der Rangliste aus Europa           | 1. April 2024        | —            | 2      | Georgien           | Sandro Basadse     |
| Zwei beste Athleten der Rangliste aus Europa           | 1. April 2024        | —            | 2      | Deutschland        | Matyas Szabo       |
| Qualifikationsturnier Asien & Ozeanien                 | 27. – 28. April 2024 | Dubai        | 1      | China              | Shen Chenpeng      |
| Qualifikationsturnier Afrika                           | 27. April 2024       | Algier       | 1      | Niger              | Evann Girault      |
| Qualifikationsturnier Amerika                          | 5. – 7. April 2024   | San José     | 1      | Mexiko             | Gibrán Zea         |
| Qualifikationsturnier Europa                           | 26. – 28. April 2024 | Differdingen | 1      | Türkei             | Enver Yıldırım     |
| Gastgeber/Wildcard                                     | —                    | —            | 0      |                    |                    |
| Gesamt                                                 | Gesamt               | Gesamt       | 34     | 18                 | 34                 |

### Degen Mannschaft
| Qualifikationswettbewerb                          | Plätze | Qualifizierte Mannschaften |
| ------------------------------------------------- | ------ | -------------------------- |
| Die vier besten Mannschaften der Rangliste        | 4      | Frankreich                 |
| Die vier besten Mannschaften der Rangliste        | 4      | Italien                    |
| Die vier besten Mannschaften der Rangliste        | 4      | Japan                      |
| Die vier besten Mannschaften der Rangliste        | 4      | Ungarn                     |
| Beste Mannschaft aus Asien & Ozeanien (Rang 5–16) | 1      | Kasachstan                 |
| Beste Mannschaft aus Afrika (Rang 5–16)           | 1      | Ägypten                    |
| Beste Mannschaft aus Amerika (Rang 5–16)          | 1      | Venezuela                  |
| Beste Mannschaft aus Europa (Rang 5–16)           | 1      | Tschechien                 |
| Gesamt                                            | 8      | 8                          |

### Florett Mannschaft
| Qualifikationswettbewerb                          | Plätze | Qualifizierte Mannschaften |
| ------------------------------------------------- | ------ | -------------------------- |
| Die vier besten Mannschaften der Rangliste        | 4      | Japan                      |
| Die vier besten Mannschaften der Rangliste        | 4      | Italien                    |
| Die vier besten Mannschaften der Rangliste        | 4      | Vereinigte Staaten         |
| Die vier besten Mannschaften der Rangliste        | 4      | Frankreich                 |
| Beste Mannschaft aus Asien & Ozeanien (Rang 5–16) | 1      | China                      |
| Beste Mannschaft aus Afrika (Rang 5–16)           | 1      | Ägypten                    |
| Beste Mannschaft aus Amerika (Rang 5–16)          | 1      | Kanada                     |
| Beste Mannschaft aus Europa (Rang 5–16)           | 1      | Polen                      |
| Gesamt                                            | 8      | 8                          |

### Säbel Mannschaft
| Qualifikationswettbewerb                          | Plätze | Qualifizierte Mannschaften |
| ------------------------------------------------- | ------ | -------------------------- |
| Die vier besten Mannschaften der Rangliste        | 4      | Südkorea                   |
| Die vier besten Mannschaften der Rangliste        | 4      | Vereinigte Staaten         |
| Die vier besten Mannschaften der Rangliste        | 4      | Ungarn                     |
| Die vier besten Mannschaften der Rangliste        | 4      | Frankreich                 |
| Beste Mannschaft aus Asien & Ozeanien (Rang 5–16) | 1      | Iran                       |
| Beste Mannschaft aus Afrika (Rang 5–16)           | 1      | Ägypten                    |
| Beste Mannschaft aus Amerika (Rang 5–16)          | 1      | Kanada                     |
| Beste Mannschaft aus Europa (Rang 5–16)           | 1      | Italien                    |
| Gesamt                                            | 8      | 8                          |

## Frauen

### Degen
| Qualifikationswettbewerb                                  | Datum                | Ort          | Plätze | Nation             | Nominierte Athletin           |
| --------------------------------------------------------- | -------------------- | ------------ | ------ | ------------------ | ----------------------------- |
| Athletinnen aus dem Mannschaftswettbewerb                 | 1. April 2024        | —            | 24     | Ägypten            | Nardin Ehab                   |
| Athletinnen aus dem Mannschaftswettbewerb                 | 1. April 2024        | —            | 24     | Ägypten            | Aya Hussein                   |
| Athletinnen aus dem Mannschaftswettbewerb                 | 1. April 2024        | —            | 24     | Ägypten            | Shirwit Gaber                 |
| Athletinnen aus dem Mannschaftswettbewerb                 | 1. April 2024        | —            | 24     | China              | Sun Yiwen                     |
| Athletinnen aus dem Mannschaftswettbewerb                 | 1. April 2024        | —            | 24     | China              | Tang Junyao                   |
| Athletinnen aus dem Mannschaftswettbewerb                 | 1. April 2024        | —            | 24     | China              | Yu Sihan                      |
| Athletinnen aus dem Mannschaftswettbewerb                 | 1. April 2024        | —            | 24     | Frankreich         | Marie-Florence Candassamy     |
| Athletinnen aus dem Mannschaftswettbewerb                 | 1. April 2024        | —            | 24     | Frankreich         | Auriane Mallo                 |
| Athletinnen aus dem Mannschaftswettbewerb                 | 1. April 2024        | —            | 24     | Frankreich         | Coraline Vitalis              |
| Athletinnen aus dem Mannschaftswettbewerb                 | 1. April 2024        | —            | 24     | Italien            | Rossella Fiamingo             |
| Athletinnen aus dem Mannschaftswettbewerb                 | 1. April 2024        | —            | 24     | Italien            | Giulia Rizzi                  |
| Athletinnen aus dem Mannschaftswettbewerb                 | 1. April 2024        | —            | 24     | Italien            | Alberta Santuccio             |
| Athletinnen aus dem Mannschaftswettbewerb                 | 1. April 2024        | —            | 24     | Polen              | Alicja Klasik                 |
| Athletinnen aus dem Mannschaftswettbewerb                 | 1. April 2024        | —            | 24     | Polen              | Renata Knapik-Miazga          |
| Athletinnen aus dem Mannschaftswettbewerb                 | 1. April 2024        | —            | 24     | Polen              | Martyna Swatowska-Wenglarczyk |
| Athletinnen aus dem Mannschaftswettbewerb                 | 1. April 2024        | —            | 24     | Südkorea           | Lee Hye-in                    |
| Athletinnen aus dem Mannschaftswettbewerb                 | 1. April 2024        | —            | 24     | Südkorea           | Kang Young-mi                 |
| Athletinnen aus dem Mannschaftswettbewerb                 | 1. April 2024        | —            | 24     | Südkorea           | Song Se-ra                    |
| Athletinnen aus dem Mannschaftswettbewerb                 | 1. April 2024        | —            | 24     | Ukraine            | Wlada Charkowa                |
| Athletinnen aus dem Mannschaftswettbewerb                 | 1. April 2024        | —            | 24     | Ukraine            | Olena Krywyzka                |
| Athletinnen aus dem Mannschaftswettbewerb                 | 1. April 2024        | —            | 24     | Ukraine            | Dschoan Fejbi Beschura        |
| Athletinnen aus dem Mannschaftswettbewerb                 | 1. April 2024        | —            | 24     | Vereinigte Staaten | Anne Cebula                   |
| Athletinnen aus dem Mannschaftswettbewerb                 | 1. April 2024        | —            | 24     | Vereinigte Staaten | Margherita Guzzi Vincenti     |
| Athletinnen aus dem Mannschaftswettbewerb                 | 1. April 2024        | —            | 24     | Vereinigte Staaten | Hadley Husisian               |
| Zwei beste Athletinnen der Rangliste aus Asien & Ozeanien | 1. April 2024        | —            | 2      | Hongkong           | Vivian Kong                   |
| Zwei beste Athletinnen der Rangliste aus Asien & Ozeanien | 1. April 2024        | —            | 2      | Japan              | Miho Yoshimura                |
| Beste Athletin der Rangliste aus Afrika                   | 1. April 2024        | —            | 1      | Kenia              | Alexandra Ndolo               |
| Beste Athletin der Rangliste aus Amerika                  | 1. April 2024        | —            | 1      | Brasilien          | Nathalie Moellhausen          |
| Zwei beste Athletinnen der Rangliste aus Europa           | 1. April 2024        | —            | 2      | Ungarn             | Eszter Muhari                 |
| Zwei beste Athletinnen der Rangliste aus Europa           | 1. April 2024        | —            | 2      | Estland            | Nelli Differt                 |
| Qualifikationsturnier Asien & Ozeanien                    | 27. – 28. April 2024 | Dubai        | 1      | Singapur           | Kiria Tikanah Abdul Rahman    |
| Qualifikationsturnier Afrika                              | 27. April 2024       | Algier       | 1      | Senegal            | Ndèye Binta Diongue           |
| Qualifikationsturnier Amerika                             | 5. – 7. April 2024   | San José     | 1      | Peru               | María Luisa Doig              |
| Qualifikationsturnier Europa                              | 26. – 28. April 2024 | Differdingen | 1      | Schweiz            | Pauline Brunner               |
| Gastgeber/Wildcard                                        | —                    | —            | 2      | Kanada             | Ruien Xiao                    |
| Gastgeber/Wildcard                                        | —                    | —            | 2      | Ruanda             | Uwihoreye Tufaha              |
| Gesamt                                                    |                      |              | 36     | 20                 | 36                            |

### Florett
| Qualifikationswettbewerb                                  | Datum                | Ort          | Plätze    | Nation             | Nominierte Athletin     |
| --------------------------------------------------------- | -------------------- | ------------ | --------- | ------------------ | ----------------------- |
| Athletinnen aus dem Mannschaftswettbewerb                 | 1. April 2024        | —            | 24        | Ägypten            | Yara El-Sharkawy        |
| Athletinnen aus dem Mannschaftswettbewerb                 | 1. April 2024        | —            | 24        | Ägypten            | Sara Amr Hossny         |
| Athletinnen aus dem Mannschaftswettbewerb                 | 1. April 2024        | —            | 24        | Ägypten            | Malak Hamza             |
| Athletinnen aus dem Mannschaftswettbewerb                 | 1. April 2024        | —            | 24        | China              | Chen Qiangyuan          |
| Athletinnen aus dem Mannschaftswettbewerb                 | 1. April 2024        | —            | 24        | China              | Huang Qianqian          |
| Athletinnen aus dem Mannschaftswettbewerb                 | 1. April 2024        | —            | 24        | China              | Wang Yuting             |
| Athletinnen aus dem Mannschaftswettbewerb                 | 1. April 2024        | —            | 24        | Frankreich         | Éva Lacheray            |
| Athletinnen aus dem Mannschaftswettbewerb                 | 1. April 2024        | —            | 24        | Frankreich         | Pauline Ranvier         |
| Athletinnen aus dem Mannschaftswettbewerb                 | 1. April 2024        | —            | 24        | Frankreich         | Ysaora Thibus           |
| Athletinnen aus dem Mannschaftswettbewerb                 | 1. April 2024        | —            | 24        | Italien            | Arianna Errigo          |
| Athletinnen aus dem Mannschaftswettbewerb                 | 1. April 2024        | —            | 24        | Italien            | Martina Favaretto       |
| Athletinnen aus dem Mannschaftswettbewerb                 | 1. April 2024        | —            | 24        | Italien            | Alice Volpi             |
| Athletinnen aus dem Mannschaftswettbewerb                 | 1. April 2024        | —            | 24        | Japan              | Sera Azuma              |
| Athletinnen aus dem Mannschaftswettbewerb                 | 1. April 2024        | —            | 24        | Japan              | Yūka Ueno               |
| Athletinnen aus dem Mannschaftswettbewerb                 | 1. April 2024        | —            | 24        | Japan              | Karin Miyawaki          |
| Athletinnen aus dem Mannschaftswettbewerb                 | 1. April 2024        | —            | 24        | Kanada             | Jessica Guo             |
| Athletinnen aus dem Mannschaftswettbewerb                 | 1. April 2024        | —            | 24        | Kanada             | Eleanor Harvey          |
| Athletinnen aus dem Mannschaftswettbewerb                 | 1. April 2024        | —            | 24        | Kanada             | Yunjia Zhang            |
| Athletinnen aus dem Mannschaftswettbewerb                 | 1. April 2024        | —            | 24        | Polen              | Martyna Jelińska        |
| Athletinnen aus dem Mannschaftswettbewerb                 | 1. April 2024        | —            | 24        | Polen              | Hanna Łyczbińska        |
| Athletinnen aus dem Mannschaftswettbewerb                 | 1. April 2024        | —            | 24        | Polen              | Julia Walczyk-Klimaszyk |
| Athletinnen aus dem Mannschaftswettbewerb                 | 1. April 2024        | —            | 24        | Vereinigte Staaten | Jacqueline Dubrovich    |
| Athletinnen aus dem Mannschaftswettbewerb                 | 1. April 2024        | —            | 24        | Vereinigte Staaten | Lee Kiefer              |
| Athletinnen aus dem Mannschaftswettbewerb                 | 1. April 2024        | —            | 24        | Vereinigte Staaten | Lauren Scruggs          |
| Zwei beste Athletinnen der Rangliste aus Asien & Ozeanien | 1. April 2024        | —            | 2         | Singapur           | Amita Berthier          |
| Zwei beste Athletinnen der Rangliste aus Asien & Ozeanien | 1. April 2024        | —            | 2         | Hongkong           | Daphne Chan             |
| Beste Athletin der Rangliste aus Afrika                   | 1. April 2024        | —            | 1         | Elfenbeinküste     | Maxine Esteban          |
| Beste Athletin der Rangliste aus Amerika                  | 1. April 2024        | —            | 1         | Chile              | Arantxa Inostroza       |
| Zwei beste Athletinnen der Rangliste aus Europa           | 1. April 2024        | —            | 2         | Deutschland        | Anne Sauer              |
| Zwei beste Athletinnen der Rangliste aus Europa           | 1. April 2024        | —            | 2         | Ungarn             | Flóra Pásztor           |
| Qualifikationsturnier Asien & Ozeanien                    | 27. – 28. April 2024 | Dubai        | 1         | Philippinen        | Samantha Catantan       |
| Qualifikationsturnier Afrika                              | 27. April 2024       | Algier       | 1         | Marokko            | Youssra Zekrani         |
| Qualifikationsturnier Amerika                             | 5. – 7. April 2024   | San José     | 1         | Brasilien          | Mariana Pistoia         |
| Qualifikationsturnier Europa                              | 26. – 28. April 2024 | Differdingen | 1         | Rumänien           | Mălina Călugăreanu      |
| Gastgeber/Wildcard                                        | —                    | —            | 0 bis 3   |                    |                         |
| Gesamt                                                    | Gesamt               | Gesamt       | 34 bis 37 | 34                 | 25                      |

### Säbel
| Qualifikationswettbewerb                                  | Datum                | Ort          | Plätze | Nation             | Nominierte Athletin       |
| --------------------------------------------------------- | -------------------- | ------------ | ------ | ------------------ | ------------------------- |
| Athletinnen aus dem Mannschaftswettbewerb                 | 1. April 2024        | —            | 24     | Algerien           | Kaouther Mohamed Belkebir |
| Athletinnen aus dem Mannschaftswettbewerb                 | 1. April 2024        | —            | 24     | Algerien           | Saoussen Boudiaf          |
| Athletinnen aus dem Mannschaftswettbewerb                 | 1. April 2024        | —            | 24     | Algerien           | Zohra Nora Kehli          |
| Athletinnen aus dem Mannschaftswettbewerb                 | 1. April 2024        | —            | 24     | Frankreich         | Manon Apithy-Brunet       |
| Athletinnen aus dem Mannschaftswettbewerb                 | 1. April 2024        | —            | 24     | Frankreich         | Sara Balzer               |
| Athletinnen aus dem Mannschaftswettbewerb                 | 1. April 2024        | —            | 24     | Frankreich         | Cécilia Berder            |
| Athletinnen aus dem Mannschaftswettbewerb                 | 1. April 2024        | —            | 24     | Italien            | Michela Battiston         |
| Athletinnen aus dem Mannschaftswettbewerb                 | 1. April 2024        | —            | 24     | Italien            | Martina Criscio           |
| Athletinnen aus dem Mannschaftswettbewerb                 | 1. April 2024        | —            | 24     | Italien            | Chiara Mormile            |
| Athletinnen aus dem Mannschaftswettbewerb                 | 1. April 2024        | —            | 24     | Japan              | Misaki Emura              |
| Athletinnen aus dem Mannschaftswettbewerb                 | 1. April 2024        | —            | 24     | Japan              | Risa Takashima            |
| Athletinnen aus dem Mannschaftswettbewerb                 | 1. April 2024        | —            | 24     | Japan              | Shihomi Fukushima         |
| Athletinnen aus dem Mannschaftswettbewerb                 | 1. April 2024        | —            | 24     | Südkorea           | Choi Se-bin               |
| Athletinnen aus dem Mannschaftswettbewerb                 | 1. April 2024        | —            | 24     | Südkorea           | Jeon Ha-young             |
| Athletinnen aus dem Mannschaftswettbewerb                 | 1. April 2024        | —            | 24     | Südkorea           | Yoon Ji-su                |
| Athletinnen aus dem Mannschaftswettbewerb                 | 1. April 2024        | —            | 24     | Ukraine            | Olha Charlan              |
| Athletinnen aus dem Mannschaftswettbewerb                 | 1. April 2024        | —            | 24     | Ukraine            | Alina Komaschtschuk       |
| Athletinnen aus dem Mannschaftswettbewerb                 | 1. April 2024        | —            | 24     | Ukraine            | Olena Krawazka            |
| Athletinnen aus dem Mannschaftswettbewerb                 | 1. April 2024        | —            | 24     | Ungarn             | Anna Márton               |
| Athletinnen aus dem Mannschaftswettbewerb                 | 1. April 2024        | —            | 24     | Ungarn             | Liza Pusztai              |
| Athletinnen aus dem Mannschaftswettbewerb                 | 1. April 2024        | —            | 24     | Ungarn             | Luca Szűcs                |
| Athletinnen aus dem Mannschaftswettbewerb                 | 1. April 2024        | —            | 24     | Vereinigte Staaten | Tatiana Nazlymov          |
| Athletinnen aus dem Mannschaftswettbewerb                 | 1. April 2024        | —            | 24     | Vereinigte Staaten | Magda Skarbonkiewicz      |
| Athletinnen aus dem Mannschaftswettbewerb                 | 1. April 2024        | —            | 24     | Vereinigte Staaten | Elizabeth Tartakovsky     |
| Zwei beste Athletinnen der Rangliste aus Asien & Ozeanien | 1. April 2024        | —            | 2      | China              | Yang Hengyu               |
| Zwei beste Athletinnen der Rangliste aus Asien & Ozeanien | 1. April 2024        | —            | 2      | Usbekistan         | Zaynab Dayibekova         |
| Beste Athletin der Rangliste aus Afrika                   | 1. April 2024        | —            | 1      | Ägypten            | Nada Hafez                |
| Beste Athletin der Rangliste aus Amerika                  | 1. April 2024        | —            | 1      | Kanada             | Pamela Brind’Amour        |
| Zwei beste Athletinnen der Rangliste aus Europa           | 1. April 2024        | —            | 2      | Griechenland       | Theodora Gkountoura       |
| Zwei beste Athletinnen der Rangliste aus Europa           | 1. April 2024        | —            | 2      | Spanien            | Lucía Martín-Portugués    |
| Qualifikationsturnier Asien & Ozeanien                    | 27. – 28. April 2024 | Dubai        | 1      | Kasachstan         | Äigerim Sarybay           |
| Qualifikationsturnier Afrika                              | 27. April 2024       | Algier       | 1      | Tunesien           | Yasmine Daghfous          |
| Qualifikationsturnier Amerika                             | 5. – 7. April 2024   | San José     | 1      | Venezuela          | Katherine Paredes         |
| Qualifikationsturnier Europa                              | 26. – 28. April 2024 | Differdingen | 1      | Bulgarien          | Joana Iliewa              |
| Gastgeber/Wildcard                                        | —                    | —            | 2      | Aserbaidschan      | Anna Bashta               |
| Gastgeber/Wildcard                                        | —                    | —            | 2      | Türkei             | Nisanur Erbil             |
| Gesamt                                                    | Gesamt               | Gesamt       | 36     | 36                 | 30                        |

### Degen Mannschaft
| Qualifikationswettbewerb                          | Plätze | Qualifizierte Mannschaften |
| ------------------------------------------------- | ------ | -------------------------- |
| Die vier besten Mannschaften der Rangliste        | 4      | Italien                    |
| Die vier besten Mannschaften der Rangliste        | 4      | Südkorea                   |
| Die vier besten Mannschaften der Rangliste        | 4      | Polen                      |
| Die vier besten Mannschaften der Rangliste        | 4      | Frankreich                 |
| Beste Mannschaft aus Asien & Ozeanien (Rang 5–16) | 1      | China                      |
| Beste Mannschaft aus Afrika (Rang 5–16)           | 1      | Ägypten                    |
| Beste Mannschaft aus Amerika (Rang 5–16)          | 1      | Vereinigte Staaten         |
| Beste Mannschaft aus Europa (Rang 5–16)           | 1      | Ukraine                    |
| Gesamt                                            | 8      | 8                          |

### Florett Mannschaft
| Qualifikationswettbewerb                          | Plätze | Qualifizierte Mannschaften |
| ------------------------------------------------- | ------ | -------------------------- |
| Die vier besten Mannschaften der Rangliste        | 4      | Italien                    |
| Die vier besten Mannschaften der Rangliste        | 4      | Vereinigte Staaten         |
| Die vier besten Mannschaften der Rangliste        | 4      | Frankreich                 |
| Die vier besten Mannschaften der Rangliste        | 4      | Japan                      |
| Beste Mannschaft aus Asien & Ozeanien (Rang 5–16) | 1      | China                      |
| Beste Mannschaft aus Afrika (Rang 5–16)           | 1      | Ägypten                    |
| Beste Mannschaft aus Amerika (Rang 5–16)          | 1      | Kanada                     |
| Beste Mannschaft aus Europa (Rang 5–16)           | 1      | Polen                      |
| Gesamt                                            | 8      | 8                          |

### Säbel Mannschaft
| Qualifikationswettbewerb                          | Plätze | Qualifizierte Mannschaften |
| ------------------------------------------------- | ------ | -------------------------- |
| Die vier besten Mannschaften der Rangliste        | 4      | Frankreich                 |
| Die vier besten Mannschaften der Rangliste        | 4      | Ungarn                     |
| Die vier besten Mannschaften der Rangliste        | 4      | Südkorea                   |
| Die vier besten Mannschaften der Rangliste        | 4      | Ukraine                    |
| Beste Mannschaft aus Asien & Ozeanien (Rang 5–16) | 1      | Japan                      |
| Beste Mannschaft aus Afrika (Rang 5–16)           | 1      | Algerien                   |
| Beste Mannschaft aus Amerika (Rang 5–16)          | 1      | Vereinigte Staaten         |
| Beste Mannschaft aus Europa (Rang 5–16)           | 1      | Italien                    |
| Gesamt                                            | 8      | 8                          |